# Shama Hiridjee
Shama Hiridjee est la cofondatrice de la société de lingerie Princesse tam.tam.
Sa sœur, Loumia Hiridjee, également fondatrice de la marque, meurt dans les attentats commis à Bombay en novembre 2008.